# Rebecca L’indécente
Rebecca L'indécente ist ein französischer Porno-Spielfilm der Regisseurin Alis Locanta aus dem Jahr 2019.

## Handlung
Mit 21 Jahren beschließt Rebecca, ein paar Monate Urlaub an der spanischen Küste zu machen. Dort wird sie von Ian, einem älteren Mann, verführt. Rebecca zieht in Ians Villa und erkundet die Grenzen ihrer Sexualität: mit Ian, mit dem Boxer Juan und mit Amirah, einer Frau, die den Partnertausch initiiert. Auch eine entfernte Cousine von Ian wird zu Rebeccas Partnerin.

## Veröffentlichung
Der Film wurde 2020 mehrfach vom französischsprachigen belgischen TV-Sender BeTV ausgestrahlt.

## Auszeichnungen
- 2020: AVN Award – Best Director – Foreign Production